# Moara
Moara es una comuna ubicada en el distrito de Suceava, Rumania.

## Superficie
Posee una superficie de 41,86 kilómetros cuadrados.

## Demografía
Hasta 2021 la población era de 5932 habitantes, con una densidad de población de 141,7 habitantes por kilómetro cuadrado.